# クリス・ウェイド
クリス・ウェイド（Chris Wade、1987年9月30日 - ）は、アメリカ合衆国の男性総合格闘家。ニューヨーク州ロックビル・センター出身。ロングアイランドMMA/スタジオ42キックボクシング所属。元ROCライト級王者。クリス・ウェードとも表記される。

## 来歴
幼少期からレスリングを経験し、アイスリップ高校時代には140ポンドでニューヨーク州王者となり、サフォーク郡王者にも輝いた。ナッソー・コミュニティ・カレッジではNJCAAの全国ファイナリストとなり、ニューヨーク州立大学オネオンタ校ではNCAAディビジョン3で5位となった。また、レスリングと並行してキックボクシングを始め、アマチュアキックボクシングでは無敗のままタイトルを獲得した。

### 総合格闘技
2011年、プロ総合格闘技デビュー。2014年にROCライト級王座を獲得した。

#### UFC
2014年8月30日、UFC初参戦となったUFC 177でクリス・カリゾーサと対戦し、ギロチンチョークで1Rテクニカル一本勝ち。
2016年9月17日、UFC Fight Night: Poirier vs. Johnsonでイスラム・マカチェフと対戦し、0-3の判定負け。

#### PFL
2018年6月21日、PFL初参戦となったPFL 2のライト級トーナメント・レギュラーシーズン1回戦でナタン・シュルテと対戦し、0-3の判定負け。8月2日、PFL 5で川名雄生と対戦し、ギロチンチョークで1R一本勝ちを収め6ポイントを獲得し、プレーオフ進出を果たした。
2018年10月13日、PFL 9のライト級トーナメント準々決勝でロバート・ワトリーと対戦し、2-0の判定勝ち。続くライト級トーナメント準決勝でナタン・シュルテと再戦し、1-2の判定負け。
2019年5月23日、PFL 2のライト級トーナメント・レギュラーシーズン1回戦でネイト・アンドリュースと対戦し、3-0の判定勝ちを収め3ポイントを獲得。7月25日、PFL 5でアフメト・アリエフと対戦し、3-0の判定勝ちを収め3ポイントを獲得し、合計6ポイントでプレーオフ進出を果たした。
2019年10月17日、PFL 8のライト級トーナメント準々決勝でネイト・アンドリュースと対戦し、2-0の判定勝ち。続くライト級トーナメント準決勝でロイク・ラジャボフと対戦し、0-3の判定負け。
2021年4月23日、PFL 1のフェザー級トーナメント・レギュラーシーズン1回戦でアンソニー・ディジーと対戦し、3-0の判定勝ちを収め3ポイントを獲得。6月10日、PFL 4でアルマン・オスパノフと対戦し、右ハイキックからスタンドパンチ連打で2RKO勝ちを収め5ポイントを獲得し、合計8ポイントでプレーオフ進出を果たした。
2021年8月27日、PFL 9のフェザー級トーナメント準決勝でババ・ジェンキンスと対戦し、3-0の判定勝ち。10月27日、PFL 10のフェザー級トーナメント決勝でモフリド・ハイブラエフと対戦し、0-3の判定負け。
2022年8月20日、PFL 9のフェザー級トーナメント準決勝でブレンダン・ラウネーンと対戦し、0-3の判定負け。

## 戦績
| 総合格闘技 戦績 | 総合格闘技 戦績 | 総合格闘技 戦績 | 総合格闘技 戦績 | 総合格闘技 戦績 | 総合格闘技 戦績 | 総合格闘技 戦績 |
| --------------- | --------------- | --------------- | --------------- | --------------- | --------------- | --------------- |
| 33 試合         | (T)KO           | 一本            | 判定            | その他          | 引き分け        | 無効試合        |
| 23 勝           | 2               | 6               | 15              | 0               | 0               | 0               |
| 10 敗           | 0               | 0               | 10              | 0               | 0               | 0               |

| 勝敗 | 対戦相手                     | 試合結果                                      | 大会名                                          | 開催年月日     |
| ×    | ガブリエル・アウベス・ブラガ | 5分3R終了 判定0-3                             | PFL 7 【2023年PFLフェザー級トーナメント準決勝】 | 2023年8月4日   |
| ○    | 工藤諒司                     | 1R 4:15 ギロチンチョーク                      | PFL 4                                           | 2023年6月8日   |
| ×    | ババ・ジェンキンス           | 5分3R終了 判定0-3                             | PFL 1                                           | 2023年4月1日   |
| ×    | ブレンダン・ラウネーン       | 5分3R終了 判定0-3                             | PFL 9 【2022年PFLフェザー級トーナメント準決勝】 | 2022年8月20日  |
| ○    | カイル・ボフニャク           | 1R 1:10 TKO（左ハイキック→パウンド）          | PFL 5                                           | 2022年6月24日  |
| ○    | ランス・パーマー             | 5分3R終了 判定3-0                             | PFL 2                                           | 2022年4月28日  |
| ×    | モフリド・ハイブラエフ       | 5分5R終了 判定0-3                             | PFL 10 【2021年PFLライト級トーナメント決勝】    | 2021年10月27日 |
| ○    | ババ・ジェンキンス           | 5分3R終了 判定3-0                             | PFL 9 【2021年PFLライト級トーナメント準決勝】   | 2021年8月27日  |
| ○    | アルマン・オスパノフ         | 2R 2:18 KO（右ハイキック→スタンドパンチ連打） | PFL 4                                           | 2021年6月10日  |
| ○    | アンソニー・ディジー         | 5分3R終了 判定3-0                             | PFL 1                                           | 2021年4月23日  |
| ×    | ロイク・ラジャボフ           | 5分3R終了 判定0-3                             | PFL 8 【2019年PFLライト級トーナメント準決勝】   | 2019年10月17日 |
| ○    | ネイト・アンドリュース       | 5分2R終了 判定2-0                             | PFL 8 【2019年PFLライト級トーナメント準々決勝】 | 2019年10月17日 |
| ○    | アフメト・アリエフ           | 5分3R終了 判定3-0                             | PFL 5                                           | 2019年7月25日  |
| ○    | ネイト・アンドリュース       | 5分3R終了 判定3-0                             | PFL 2                                           | 2019年5月23日  |
| ×    | ナタン・シュルテ             | 5分3R終了 判定1-2                             | PFL 9 【2018年PFLライト級トーナメント準決勝】   | 2018年10月13日 |
| ○    | ロバート・ワトリー           | 5分2R終了 判定2-0                             | PFL 9 【2018年PFLライト級トーナメント準々決勝】 | 2018年10月13日 |
| ○    | 川名TENCHO雄生               | 1R 4:24 ギロチンチョーク                      | PFL 5                                           | 2018年8月2日   |
| ×    | ナタン・シュルテ             | 5分3R終了 判定0-3                             | PFL 2                                           | 2018年6月21日  |
| ○    | フランキー・ペレス           | 5分3R終了 判定3-0                             | UFC on FOX 25: Weidman vs. Gastelum             | 2017年7月22日  |
| ×    | イスラム・マカチェフ         | 5分3R終了 判定0-3                             | UFC Fight Night: Poirier vs. Johnson            | 2016年9月17日  |
| ×    | ルスタム・ハビロフ           | 5分3R終了 判定0-3                             | UFC Fight Night: Overeem vs. Arlovski           | 2016年5月8日   |
| ○    | メディ・バグダッド           | 1R 4:30 リアネイキドチョーク                  | UFC Fight Night: Dillashaw vs. Cruz             | 2016年1月17日  |
| ○    | クリストス・ジアゴス         | 5分3R終了 判定3-0                             | UFC Fight Night: Boetsch vs. Henderson          | 2015年6月6日   |
| ○    | チャン・リーペン             | 5分3R終了 判定3-0                             | UFC Fight Night: McGregor vs. Siver             | 2015年1月18日  |
| ○    | ケイン・カリゾーサ           | 1R 1:12 ギロチンチョーク                      | UFC 177: Dillashaw vs. Soto                     | 2015年8月30日  |
| ○    | フランキー・ペレス           | 5分3R終了 判定2-1                             | Ring of Combat 48 【ROCライト級タイトルマッチ】 | 2014年5月16日  |
| ○    | パット・デフランコ           | 2R 2:31 リアネイキドチョーク                  | Ring of Combat 47 【ROCライト級タイトルマッチ】 | 2014年1月24日  |
| ×    | アザマット・ドゥグルグボフ   | 5分3R終了 判定0-3                             | WSOF 2                                          | 2013年3月23日  |
| ○    | マイク・メドラノ             | 4分3R終了 判定3-0                             | Ring of Combat 43                               | 2013年1月24日  |
| ○    | アルフレッド・ウォーカー     | 1R 0:59 ギロチンチョーク                      | Ring of Combat 42                               | 2012年9月14日  |
| ○    | ビリー・ベロ                 | 4分3R終了 判定3-0                             | Ring of Combat 41                               | 2012年6月15日  |
| ○    | メイコン・サントス           | 4分2R終了 判定3-0                             | Ring of Combat 40                               | 2012年4月27日  |
| ○    | ヴィニシウス・アグード       | 4分2R終了 判定3-0                             | Ring of Combat 38                               | 2011年11月18日 |

## 獲得タイトル
- 第10代ROCライト級王座（2014年）